# Raduj się świecie
Raduj się, świecie! – to popularna kolęda śpiewana w wielu kościołach protestanckich. Tematyka pieśni dotyczy zastąpienia grzechu i smutku pokojem i miłością. Na język polski dokonano kilka przekładów, z których najbardziej popularnym stał się przekład Adeli Bajko ze śpiewnika „Jedna Pieśń”.
Autorem pieśni jest Isaac Watts. Słowa opierają się na fragmentach Pisma Świętego. Melodię do kolędy zaaranżował z oratorium Georga Friedricha Händla Lowell Mason. Metrum: 2/4.

## Tekst
| Oryginalny tekst angielski | Przekład Adeli Bajko |
| 1. Joy to the world, the Lord is come! Let earth receive her King; Let every heart prepare Him room, And Heaven and nature sing, And Heaven, and Heaven, and nature sing.       | 1. Raduj się, świecie, przyszedł Pan! Niech zabrzmi chwały pieśń. Niech każde serce Mu zrobi miejsce, Niech śpiewa wszelki twór, Niech śpiewa, niech śpiewa wszelki twór. |
| 2. Joy to the earth, the Savior reigns! Let men their songs employ; While fields and floods, rocks, hills and plains Repeat the sounding joy, Repeat, repeat, the sounding joy. | 2. Raduj się, świecie, rządzi Pan! Niech brzmi pochwalna pieśń! Niech pola, bory, doliny, góry, Powtórzą cudną wieść, Powtórzą, powtórzą cudną wieść.                     |
| 3. No more let sins and sorrows grow, Nor thorns infest the ground; He comes to make His blessings flow Far as the curse is found, Far as, far as, the curse is found.          | 3. Grzechu, ni łez nie będzie już, Ni cierni pośród róż. Nasz Pan łaskawy od złego zbawi Świat cały wszerz i wzdłuż, Świat cały, świat cały wszerz i wzdłuż.              |
| 4. He rules the world with truth and grace, And makes the nations prove The glories of His righteousness, And wonders of His love, And wonders, wonders, of His love.           | 4. Bóg sprawiedliwy, pełen łask, Wnet pozna wszelki lud Ogromny, święty i niepojęty Miłości Bożej cud, Miłości, miłości Bożej cud.                                        |